# Урнаут, Тине
Тине Урнаут (словен. Tine Urnaut; 3 сентября 1988 года) — словенский волейболист, доигровщик.

## Карьера
Урнаут большую часть карьеры провёл в клубах Италии. Сезон 2020-21 провел в «Пауэр Воллей Милано» . Летом 2021 года перешёл в «Зенит» (Санкт-Петербург).